# Темпл-Террас (Флорида)
Темпл-Террас (англ. Temple Terrace) — місто (англ. city) в США, в окрузі Гіллсборо штату Флорида. Населення — 26 690 осіб (2020).

## Географія
Темпл-Террас розташований за координатами 28°2′43″ пн. ш. 82°22′40″ зх. д. / 28.04528° пн. ш. 82.37778° зх. д. (28.045199, -82.377866). За даними Бюро перепису населення США в 2010 році місто мало площу 18,42 км², з яких 17,73 км² — суходіл та 0,68 км² — водойми.

## Демографія
Згідно з переписом 2010 року, у місті мешкала 24 541 особа в 10 093 домогосподарствах у складі 6002 родин. Густота населення становила 1333 особи/км². Було 11296 помешкань (613/км²).
Расовий склад населення:
| - 68,0 % — білих - 19,5 % — чорних або афроамериканців - 5,5 % — азіатів - 0,4 % — корінних американців - 0,1 % — вихідців з тихоокеанських островів - 3,3 % — осіб інших рас |

До двох чи більше рас належало 3,2 %. Частка іспаномовних становила 14,7 % від усіх жителів.
За віковим діапазоном населення розподілялося таким чином: 20,0 % — особи молодші 18 років, 67,9 % — особи у віці 18—64 років, 12,1 % — особи у віці 65 років та старші. Медіана віку мешканця становила 33,4 року. На 100 осіб жіночої статі у місті припадало 91,4 чоловіків; на 100 жінок у віці від 18 років та старших — 87,0 чоловіків також старших 18 років.
Середній дохід на одне домашнє господарство становив 68 880 доларів США (медіана — 51 984), а середній дохід на одну сім'ю — 83 796 доларів (медіана — 67 290). Медіана доходів становила 47 253 долари для чоловіків та 39 678 доларів для жінок. За межею бідності перебувало 17,7 % осіб, у тому числі 23,9 % дітей у віці до 18 років та 5,2 % осіб у віці 65 років та старших.
Цивільне працевлаштоване населення становило 12 914 осіб. Основні галузі зайнятості: освіта, охорона здоров'я та соціальна допомога — 27,6 %, науковці, спеціалісти, менеджери — 13,1 %, мистецтво, розваги та відпочинок — 13,0 %.